# Романівська гімназія
Романівська загальноосвітня школа І-ІІІ ст. № 1, з 1 вересня 2005 року Романівська гімназія — навчальний заклад І-ІІІ ступенів акредитації у смт Романові, Романівського району, Житомирської області.

## Сьогодення
Станом на 1 травня 2004 року в школі працює 79 педагогічних працівників, 28 чоловік обслуговуючого складу.
З числа педагогічних працівників мають:
- вищу освіту — 64 педагоги; середню спеціальну — 10 педагогів; звання «Вчитель-методист» — 5 педагогів;
- звання «Старший вчитель» — 15 педагогів; спеціалістів вищої категорії — 30 працівників;
- І категорії — 14 працівників; ІІ категорії — 15 працівників; спеціаліст — 15 працівників.

В школі працює: 13 методичних об'єднань, творчі групи вчителів початкових класів та вчителів хімії і біології, правовий та батьківський лекторії, МАН (мала академія наук), 14 гуртків різних профілів.

## Нові форми й методи праці
В школі практикується: поглиблене вивчення окремих предметів.

## Учні
- Середня наповнюваність класів 20-25 учнів. Є по 2-4 паралельних класи.
- Багато учнів гімназії[2] стають переможцями та призерами районних, обласних, та Всеукраїнських олімпіад з різних предметів.
- Так, в 2008 році О.Серт зайняв призове місце на Всеукраїнській олімпіаді з історії, а в 2008—2011 роках — Д.Волтарніст з біології.
- У 2011 році гімназія ввійшла в двадцятку найкращих шкіл Вінницького регіонального центру ЗНО.

## Історія
- Дзержинська СШ № 1 і з 2003 року Романівська ЗОШ І-ІІІ ст. № 1 а з 2005 р. Романівська гімназія

## Директори школи
- Базелюк Володимир Олександрович (1992—2006).
- Войтюк О. П.(2006-…).